# هامار قشلاق
هامار قشلاق (به لاتین: Hamarqışlaq) یک منطقه مسکونی در جمهوری آذربایجان است که در شهرستان جلیل‌آباد واقع شده‌است. هامار قشلاق ۹۶۱ نفر جمعیت دارد.